# Ред Беј (Алабама)
Ред Беј (енгл. Red Bay) град је у америчкој савезној држави Алабама. По попису становништва из 2010. у њему је живело 3.158 становника.

## Демографија
Према попису становништва из 2010. у граду је живело 3.158 становника, што је 216 (6,4%) становника мање него 2000. године.
| Група             | 2000.         | 2010.         |
| Белци             | 3.262 (96,7%) | 2.889 (91,5%) |
| Афроамериканци    | 49 (1,5%)     | 39 (1,2%)     |
| Азијати           | 0 (0,0%)      | 4 (0,1%)      |
| Хиспаноамериканци | 27 (0,8%)     | 160 (5,1%)    |
| Укупно            | 3.374         | 3.158         |